# Université Atatürk
L'université Atatürk (turc : Atatürk Üniversitesi) est une université publique turque fondée en 1957 à Erzurum, en Turquie.